# Пороги Нілу

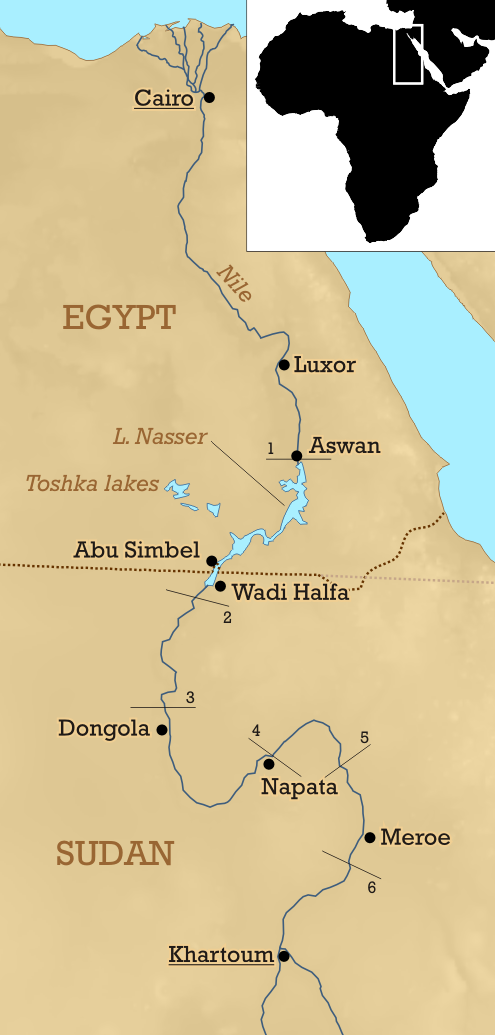
Мапа порогів

24°04′41″ пн. ш. 32°52′41″ сх. д. / 24.078° пн. ш. 32.878° сх. д.
Пороги Нілу (араб. شلالات النيل; також катаракти Нілу) — виступи пісковиків плато Нубійської пустелі у руслі річки Нілу. Розташовані між Хартумом та Асуаном.

## Шість порогів
Відлік порогів ведеться від гирла до витоків, тобто з півночі на південь. Лише один із шести порогів розташований на території Єгипту, решта п'ять — у Судані.
- Перший поріг розташований поблизу єгипетського міста Асуан (24°04′41″ пн. ш. 32°52′41″ сх. д. / 24.078° пн. ш. 32.878° сх. д.).
- Другий поріг, також Великий поріг розташовувався у Нубії, проте нині він занурений у води озера Насера (21°29′ пн. ш. 30°58′ сх. д. / 21.48° пн. ш. 30.97° сх. д.)
- Третій поріг — розташовується у районі містечка Томбос[en], Нубія (19°46′ пн. ш. 30°22′ сх. д. / 19.76° пн. ш. 30.37° сх. д.)
- Четвертий поріг розташований у пустелі Дар аль-Маназир, проте з 2008 року затоплений внаслідок будівництва греблі Меров (18°55′ пн. ш. 32°22′ сх. д. / 18.91° пн. ш. 32.36° сх. д.)
- П'ятий поріг — поблизу злиття Нілу та річки Атбара (17°40′37″ пн. ш. 33°58′12″ сх. д. / 17.677° пн. ш. 33.970° сх. д.)
- Шостий поріг утворився у місці, де води Нілу перетинають плутон Сабалука, що поблизу стародавнього міста Мерое (16°17′17″ пн. ш. 32°40′16″ сх. д. / 16.288° пн. ш. 32.671° сх. д.)